# Comuna Buderaj, Zdolbuniv
Buderaj (în ucraineană Будераж) este o comună în raionul Zdolbuniv, regiunea Rivne, Ucraina, formată din satele Buderaj (reședința), Mostî, Novîi Svit, Sveate și Zelenîi Dub.

## Demografie
Componența lingvistică a comunei Buderaj
     Ucraineană (99,45%)
     Alte limbi (0,55%)
Conform recensământului din 2001, majoritatea populației comunei Buderaj era vorbitoare de ucraineană (99,45%), existând în minoritate și vorbitori de alte limbi.